# Zvi Aharoni
Zvi Aharoni (auch Ṣevî Aharoni; hebräisch צבי אהרוני‎; * 6. Februar 1921 in Frankfurt (Oder) als Hermann Aronheim; † 26. Mai 2012 in Exeter als Hermann Arndt) war ein israelischer Mossad-Agent. Er war wesentlich an der Ergreifung  Adolf Eichmanns beteiligt.

## Leben
Hermann Aronheim entstammte einer gutbürgerlichen Familie, der Vater war Rechtsanwalt. Er besuchte in Frankfurt (Oder) das Friedrichsgymnasium.
1938 gingen Hermann, sein Bruder und die Mutter nach Palästina. Hermann nahm den Namen hebräischen Zvi Aharoni an, lebte einige Jahre in einem Kibbuz, war in der Schutzorganisation Hagana tätig, trat in die britische Armee ein und sammelte dort Erfahrung in geheimdienstlicher Tätigkeit und der Befragung Verdächtiger. Später trat er in den neu gebildeten israelischen Geheimdienst Mossad ein.
Er gilt als der Mossad-Agent, welcher „Ricardo Klement“ als Adolf Eichmann identifizierte.
Am 26. Februar 1960 flog Zvi Aharoni unter falschem Namen und mit Diplomatenpass nach Buenos Aires. Mit anderen Agenten observierte er die Garibaldi-Straße im Stadtteil San Fernando. Am 19. März um 14 Uhr sah Aharoni Klement alias Eichmann zum ersten Mal und schrieb darüber in einem detaillierten Bericht: „[…] ein etwa 50jähriger Mannes mittlerer Größe und Figur mit Halbglatze und Hornbrille.“
Aharoni beobachtete und fotografierte Eichmann durch ein Loch in der Plane eines gemieteten Kleinlasters mit einer Aktentaschen-Kamera. Nachdem die Identität gesichert war, lief die heiße Phase der spektakulären Aktion an.
Am 11. Mai um 20.05 Uhr stieg Eichmann in der Nähe seines Hauses aus dem Bus. Der kräftigste der Israelis versuchte, ihn am Nacken zu greifen und in eine Limousine zu ziehen, aber beide stürzten in einen Graben. Als Eichmann im Wagen lag, warnte ihn der Jäger: „Wenn Sie Widerstand leisten, werden Sie erschossen.“ Eichmann antwortete: „Ich habe mich schon in mein Schicksal ergeben.“
1970 verließ Aharoni den Mossad und zog auf seinen Altersruhesitz nach Südengland.